# Maurice Sahnaoui
Maurice Sahnaoui (né à Beyrouth en 1943) est un homme politique et un homme d’affaires libanais.
Diplômé en économie de l’Université Saint-Joseph, il se distingue par son implication dans deux activités d’ordre très différent. Il est en même temps président de l’un des principales banques libano-françaises, la Société Générale de Banque au Liban et coureur automobile et champion de rallies, sous le pseudonyme de Bagheera.
En octobre 2004, il est nommé ministre de l'énergie et de l'eau au sein du gouvernement de Omar Karamé. Technocrate, il ne fut pas affecté par la crise politique qui a fait chuté le gouvernement, ayant toujours parvenu à maintenir ses distances avec le monde politique.